# Христо Арабов
Христо Илиев Арабов е български офицер, полковник.

## Биография
Христо Арабов роден е на 21 юли 1892 година в Силистра. През 1911 година завършва Военното училище в София. Служи в 6-и пехотен търновски полк, 16-и пограничен участък, 8-и пехотен приморски полк и 17-и пограничен участък.
От 1923 г. майор Арабов служи във Военното на Негово Величество училище, а по-късно същата година служи отново в 17-и пограничен участък. От 1924 г. е началник на Варненско бюро, а от 1927 г. е на служба в 8-и пехотен приморски полк. Същата година на 1 април е произведен в чин подполковник.
На 6 май 1933 г. е произведен в чин полковник, а в периода 1 април 1934 – 24 април 1935 е командир на 5-и пехотен дунавски полк. През 1935 г. е помощник-командир на 2-ра пехотна тракийска дивизия. От 1941 година до 11 септември 1943 е командир на Петдесет и втори пехотен моравски полк в състава на четиринадесета пехотна вардарска дивизия, част от пета армия. Носител на орден „Свети Александър“, V степен

## Военни звания
- Подпоручик (22 септември 1911)
- Поручик (1 ноември 1913)
- Капитан (30 май 1917)
- Майор (15 март 1923)
- Подполковник (1 април 1927)
- Полковник (6 май 1933)